# بول ديلسرو
بول ديلسرو (بالفرنسية: Paul Delecroix)‏ (14 أكتوبر 1988 بأميان في فرنسا - ) هو لاعب كرة قدم فرنسي في مركز حراسة المرمى. لعب مع نادي أميين ونادي نيور.

## وصلات خارجية
- بول ديلسرو على موقع قاعدة بيانات كرة القدم.إي يو (الإنجليزية)
- بول ديلسرو على موقع ليكيب (الفرنسية)
- بول ديلسرو على موقع Soccerway.com (الإنجليزية)
- بول ديلسرو على موقع AS.com (الإسبانية)